# Handball-Bayernliga 2018/19
Die Handball-Bayernliga 2018/19 wurde unter dem Dach des „Bayerischen Handballverbandes“ (BHV) organisiert, sie ist die höchste Spielklasse des Landesverbandes Bayern und wird hinter der 3. Liga als vierthöchste Spielklasse im deutschen Ligensystem eingestuft.

## Saisonverlauf

### Modus
Im Verlaufe der Saison traten die 14 Mannschaften der Bayernliga jeweils in Hin- und Rückspiel gegeneinander an. Nach Abschluss der daraus resultierenden 26 Spieltage stieg der Staffelerste in die 3. Liga auf, während je nach Anzahl der Absteiger aus der 3. Liga die letztplatzierten zwei bis fünf Mannschaften in die beiden Staffeln der Landesliga absteigen mussten. Bei Punktgleichheit galt der direkte Vergleich.
Bei den Frauen traten nur 13 Teams in der Bayernliga an, Auf- und Abstieg wurde nach den 24 Spieltagen wie bei den Herren entschieden.

## Teilnehmer
Nicht mehr dabei waren der Auf- und die Absteiger aus der Vorsaison. Neu hinzu kamen die Absteiger (A) aus der 3. Liga Süd und die Aufsteiger (N) aus den Landesligen. Im Verlaufe der Saison traten vierzehn Mannschaften in der Bayernliga an. Der TSV Unterhaching bildet mit SV-DJK Taufkirchen die SG Hachinger Tal München, kurz HT München.

### Abschlusstabellen
| Männer |                      |        |        |
| Platz  | Verein               | Spiele | Punkte |
| 1.     | HSC Bad Neustadt (A) | 26     | 49:3   |
| 2.     | DJK Waldbüttelbrunn  | 26     | 38:14  |
| 3.     | VfL Günzburg         | 26     | 37:15  |
| 4.     | DJK Rimpar II        | 26     | 33:19  |
| 5.     | TSV Friedberg        | 26     | 29:23  |
| 6.     | HaSpo Bayreuth       | 26     | 27:25  |
| 7.     | SG Regensburg (N)    | 26     | 23:29  |
| 8.     | TG Landshut          | 26     | 23:29  |
| 9.     | HT München           | 26     | 23:29  |
| 10.    | TSV Lohr             | 26     | 22:30  |
| 11.    | TSV Haunstetten      | 26     | 22:30  |
| 12.    | TSV 2000 Rothenburg  | 26     | 21:31  |
| 13.    | Eichenauer SV (N)    | 26     | 10:42  |
| 14.    | HSG Würm-Mitte (N)   | 26     | 7:45   |

| Frauen |                             |        |        |
| Pos.   | Verein                      | Spiele | Punkte |
| 1.     | ASV Dachau                  | 24     | 42:6   |
| 2.     | HG Zirndorf 2000            | 24     | 40:8   |
| 3.     | HC Erlangen                 | 24     | 36:12  |
| 4.     | HSG Freising-Neufahrn (N)   | 24     | 26:22  |
| 5.     | HSG Fichtelgebirge          | 24     | 26:22  |
| 6.     | HSV Bergtheim               | 24     | 25:23  |
| 7.     | MTV Stadeln (N)             | 24     | 23:25  |
| 8.     | TSV Ismaning                | 24     | 23:25  |
| 9.     | HaSpo Bayreuth              | 24     | 21:27  |
| 10.    | SG Mintraching/Neutraubling | 24     | 19:29  |
| 11.    | TSV Haunstetten II (N)      | 24     | 17:31  |
| 12.    | 1. FC Nürnberg              | 24     | 14:34  |
| 13.    | HG Ingolstadt               | 24     | 0:48   |

Bereich des (BHV)

(A) = Absteiger aus der 3. Liga Süd (N) = neu in der Liga, TSV Unterhaching ist fortan HT München
 
  Bayerischer Meister und Aufsteiger zur 3. Liga Süd 2019/20

 Für die Bayernliga 2019/20 qualifiziert